# Alchemilla sessiliflora
Alchemilla sessiliflora é uma espécie de rosácea do gênero Alchemilla, pertencente à família Rosaceae.